# Dominique Testevuide
Dominique Testevuide est un Ingénieur géographe né le 30 mars 1735 à Champigny-lès-Langres, décédé le 21 octobre 1798 au Caire. 
En 1770, il est directeur de l'exécution du plan terrier de la Corse. 
Sous le Directoire, il est envoyé en Égypte avec le titre de directeur des géomètres de l'Armée d'Orient. Il fait partie des savants qui accompagnent Bonaparte lors de sa campagne d'Égypte (ainsi que son neveu Pierre Jacotin). 
Il est massacré en tentant une sortie de la maison du général Caffarelli, lors de l'insurrection du Caire.